# Francisco Manuel Blanco

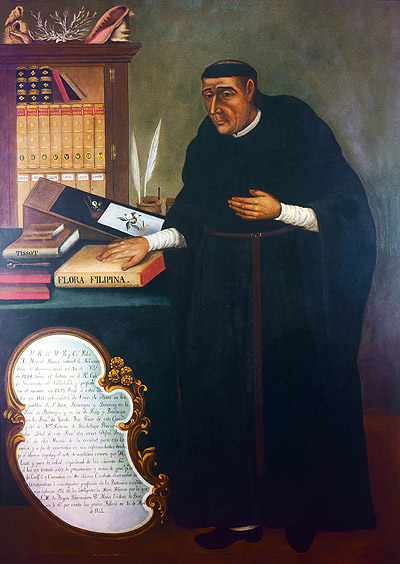
Francisco Manuel Blanco

Francisco Manuel Blanco (* 24. November 1778 in Navianos de Alba, Kastilien; † 1. April 1845 in Manila) war ein spanischer Botaniker.  Sein offizielles botanisches Autorenkürzel lautet „Blanco“.

## Leben
Francisco Manuel Blanco war ein spanischer Augustinermönch, der sich mit Botanik beschäftigte und auf den Philippinen lebte.

## Ehrungen
Die Gattung Blancoa in der Familie der Seifenbaumgewächse (Sapindaceae) wurde 1849 von Carl Ludwig Blume zu seinen Ehren benannt.

## Werke
- Flora de Filipinas según el sistema de Linneo (Manila, 1837)